# Marco Simiani
Marco Simiani (Pisa, 25 aprile 1970) è un politico italiano.

## Biografia
Nato a Pisa, ma cresciuto a Grosseto, è imprenditore nel settore dell'illuminotecnica e ha ricoperto la carica di vice-presidente di Confesercenti per la provincia di Grosseto. Ha militato politicamente nelle file dei Democratici di Sinistra dal 1999, per poi passare al Partito Democratico, per il quale è stato componente della direzione provinciale grossetana, segretario provinciale dal 2015 e membro della segreteria regionale. Dall'agosto al dicembre 2019 è stato commissario dell'Unione comunale del PD di Pisa.
Alle elezioni politiche del 2022 viene eletto deputato nel collegio plurinominale Toscana 2.